# El naufragio de una diva
El naufragio de una diva (en hangul, 무인도의 디바; en hanja, 無人島의 디바; romanización revisada, Muindo-ui diba; literalmente, «Diva en una isla desierta») es una serie de televisión surcoreana dirigida por Oh Choong-hwan, y protagonizada por Park Eun-bin, Kim Hyo-jin, Chae Jong-hyup, Cha Hak-yeon y Kim Joo-heon. Se emitió en el canal tvN del 28 de octubre al 3 de diciembre de 2023, en horario de sábados y domingos a las 21:20 (hora local coreana). También está disponible en la plataforma Netflix para algunas zonas del mundo.

## Sinopsis
Seo Mok-ha es una joven que sueña con convertirse en una estrella de la canción; vive sola con su padre, de cuyos ataques de violencia es víctima. Un día gana un concurso de la UCC que le permite ir a Seúl para hacer una audición, pero cuando está en el transbordador cae al agua tratando de huir de su padre, y mientras este muere ella logra salvarse al llegar a la playa de una isla deshabitada. Allí vive quince años, y solo después es rescatada y puede regresar al mundo, donde vuelve a perseguir su sueño con la ayuda de la diva a la que siempre admiró.

## Reparto

### Principal
- Park Eun-bin como Seo Mok-ha, una mujer que ha vivido sola durante quince años en una isla desierta, y que de vuelta al mundo sueña con convertirse en una diva.[5][6]
  - Lee Re como Mok-ha de adolescente.[7]
- Kim Hyo-jin como Yoon Ran-joo, la diva por la que Mok-ha siente profunda admiración, pero que ahora, pasado el éxito, ha sido olvidada incluso por sus fanáticos.[8][9][10]
- Chae Jong-hyup como Kang Bo-geol / Jung Ki-ho, productor del departamento de entretenimiento de YGN que fue compañero de secundaria de Mok-ha. Encuentra por casualidad y rescata a Mok-ha.[11][12]
  - Moon Woo-jin como Ki-ho de niño, objeto de malos tratos por parte de un padre violento.[13]
- Cha Hak-yeon como Kang Woo-hak / Jung Chae-ho, hermano mayor de Bo-geol y reportero de asuntos sociales de YGN. Sufre de amnesia sobre su niñez a causa de un episodio de violencia paterna.[14]

### Secundario

#### RJ Entertainment
- Kim Joo-heon como Lee Seo-joon, el que fue representante de Ran-joo en su mejor época; actualmente es director ejecutivo de RJ Entertainment.[15]
- Bae Kang-hee como Eun Mo-rae, la cantante más popular de RJ Entertainment, que tomó el lugar de Mok-ha y a la que preparó Ran-joo en su momento.
- Shin Joo-hyup como Park Yong-kwan, representante de Mo-rae.[16]

#### Nth Primetime
- Kim Bo-jung como Hong Yeon-kyung, la productora principal de Nth Primetime.
- Yoon Jung-hoon como Ahn Dong-min, subdirector del equipo de Nth Primetime.[17]

#### Gente de Choonsam-do
- Kim Min-seok como Han Dae-woong, amigo de Mok-ha desde la escuela, agente de seguros.[18]
- Lee Seung-joon como Jung Bong-wan, el padre de Ki-ho, antes oficial de policía y en la actualidad vigilante privado.
- Oh Kyung-hwa como Moon Young-joo, mejor amiga de Mok-ha en la escuela y esposa de Han Dae-woong.
- Lee Yoo-joon como Seo Jung-ho, el padre de Mok-ha, que tiene un restaurante de pescado.

#### Familia de Woo-hak y Bo-geol
- Seo Jung-yeon como Song Ha-jung / Yang Jae-kyung, la madre de Woo-hak y Bo-geol, que se encarga de la peluquería de su hermano. Víctima de la violencia de su exmarido Bong-wan.
- Lee Joong-ok como Kang Sang-doo / Lee Wook, el padrastro de Woo-hak y Bo-geol.[19][20]

#### Entorno de Ran-joo
- Moon Sook como Ko San-hee, la madre de Yoon Ran-joo.
  - Yang Seo-yoon como San-hee a los 20 años.
  - Woo Hyun-soo como San-hee a los de 50 años.
- Song Kyung-cheol como Hwang Byung-kak, director ejecutivo de Sugar Entertainment, la antigua compañía de entretenimiento de Ran-joo.
- Kang Myung-joo como dueño del bar.

#### Otros
- Oh Ji-hye como el doctor Kim.
- Oh Eui-shik como el periodista Bong Doo-hyun (episodios 10-11).
- Park Mi-sook como Cha Mi-hye, un estilista popular que trabajó con Ran-joo y Mo-rae.

## Producción
El naufragio de una diva es la tercera colaboración entre el director Oh Choong-hwan, que dirigió también series como Hotel Del Luna (2019) y Big Mouse (2022), y la guionista Park Hye-ryun, autora de Pinocchio (2014). Las dos series en las que colaboraron son While You Were Sleeping (2017) y Start-up (2020).
La productora firmó un acuerdo comercial de apoyo a la producción con la ciudad de Sangju, que preveía mostrar las atracciones turísticas de esta. Una parte de la serie se rodó en la isla de Gyengcheon y en el Observatorio Crane en Sangju.
La lectura del guion se realizó el 8 de marzo de 2023, y estaba previsto que el rodaje comenzara inmediatamente después. El 22 de septiembre se difundió el primer avance de la serie, al que siguieron dos carteles y fotogramas el 26 y el 27, otro cartel, vídeos e imágenes de la lectura del guion el 28, y un nuevo cartel y otro avance el 6 de octubre.
El 19 de octubre la producción se presentó en línea, con la asistencia del director Oh Choong-hwan y los actores Park Eun-bin, Kim Hyo-jin, Chae Jong-hyeop, Cha Hak-yeon y Kim Joo-heon. Durante la misma Park comentó que se había tratado de un papel laborioso porque era la primera vez que su personaje hablaba en dialecto, y porque tenía que cantar y bailar. En efecto, la actriz interpretó ella misma los temas de su personaje, con resultados que, a tenor de los comentarios publicados, fueron apreciados por los espectadores. Las sesiones de grabación podían llegar a durar hasta diez horas.

## Banda sonora original
| Parte | Fecha de publicación       | N.º | Título                                                                     | Letra                                                  | Música                                     | Artista      | Duración | Ref.   |
| ----- | -------------------------- | --- | -------------------------------------------------------------------------- | ------------------------------------------------------ | ------------------------------------------ | ------------ | -------- | ------ |
| 1     | 28 y 31 de octubre de 2023 | 1   | 쉼표 («Descansar»)                                                         | Lee Mu-jin                                             | Lee Mu-jin                                 | Lee Mu-jin   | 3:40     | [ 30 ] |
| 1     | 28 y 31 de octubre de 2023 | 2   | «Someday»                                                                  | Taibian                                                | Taibian, CODA                              | Park Eun-bin | 3:52     | [ 31 ] |
| 2     | 7 de noviembre de 2023     | 1   | 그날 밤 («Esa noche») versión acústica                                     | Twentysal                                              | Twentysal                                  | Park Eun-bin |          | [ 32 ] |
| 2     | 7 de noviembre de 2023     | 2   | 그날 밤 («Esa noche») versión de concurso                                  | Twentysal                                              | Twentysal                                  | Park Eun-bin |          | [ 32 ] |
| 3     | 14 de noviembre de 2023    | 1   | «Mint»                                                                     | Taibian                                                | Taibian, Kim Jeong-woo (Toxic)             | Park Eun-bin |          | [ 33 ] |
| 3     | 14 de noviembre de 2023    | 2   | «Here I am»                                                                | Song Yang-ha, Kim Jae-hyeon                            | Song Yang-ha, Kim Jae-hyeon, Cha Jun-hee   | Park Eun-bin |          | [ 33 ] |
| 4     | 21 de noviembre de 2023    | 1   | «Open Your Eyes»                                                           | Han Ji-soo, Kim Hye-kwang, Choi Sang-eon, Kim Hong-jun | Kim Hye-kwang, Kim Hong-jun, Choi Sang-eon | Park Eun-bin | 4:08     | [ 34 ] |
| 5     | 11 de noviembre de 2023    | 1   | 우리는 («Somos»)                                                           | Taibian                                                | Taibian, Bark                              | THE BOYZ     | 3:15     | [ 35 ] |
| 5     | 11 de noviembre de 2023    | 2   | 우리는 («Somos», inst.)                                                    | —                                                      | Taibian, Bark                              | THE BOYZ     | 3:15     | [ 35 ] |
| 6     | 12 de noviembre de 2023    | 1   | «My Days»                                                                  | Kim Min-seok                                           | Kim Min-seok                               | MeloMance    | 3:29     | [ 36 ] |
| 6     | 12 de noviembre de 2023    | 2   | «My Days» (inst.)                                                          | —                                                      | Kim Min-seok                               | MeloMance    | 3:29     | [ 36 ] |
| 7     | 18 de noviembre de 2023    | 1   | «I'll Pray For You»                                                        | Lee Do-hyung, Park Jeong-jun                           | Lee Do-hyung, Park Jeong-jun               | Kassy        | 3:10     | [ 37 ] |
| 7     | 18 de noviembre de 2023    | 2   | «I'll Pray For You» (inst.)                                                | —                                                      | Lee Do-hyung, Park Jeong-jun               | Kassy        | 3:10     | [ 37 ] |
| 8     | 19 de noviembre de 2023    | 1   | 항해 («Navegar»)                                                           | Lee Ki-hwan                                            | Lee Ki-hwan                                | Winter       | 4:14     | [ 38 ] |
| 8     | 19 de noviembre de 2023    | 2   | 항해 («Navegar», inst.)                                                    | —                                                      | Lee Ki-hwan                                | Winter       | 4:14     | [ 38 ] |
| 9     | 25 de noviembre de 2023    | 1   | 너는 계절처럼 멀어져 가네 («Te estás alejando como las estaciones»)        | Lee Ki-hwan                                            | Lee Ki-hwan, Moon (KIPLE)                  | Sandeul      | 4:26     | [ 39 ] |
| 9     | 25 de noviembre de 2023    | 2   | 너는 계절처럼 멀어져 가네 («Te estás alejando como las estaciones», inst.) | —                                                      | Lee Ki-hwan, Moon (KIPLE)                  | Sandeul      | 4:26     | [ 39 ] |

## Audiencia
La serie arrancó con un índice de audiencia nacional del 3,2 %, marcando un buen comienzo al ocupar el primer lugar en la franja de horario en televisión por cable y canales integrales.
| Temporada | Temporada | Episodio número | Episodio número | Episodio número | Episodio número | Episodio número | Episodio número | Episodio número | Episodio número | Episodio número | Episodio número | Episodio número | Episodio número | Promedio |
| Temporada | Temporada | 1               | 2               | 3               | 4               | 5               | 6               | 7               | 8               | 9               | 10              | 11              | 12              | Promedio |
| --------- | --------- | --------------- | --------------- | --------------- | --------------- | --------------- | --------------- | --------------- | --------------- | --------------- | --------------- | --------------- | --------------- | -------- |
|           | 1         | 0.787           | 1.247           | 1.356           | 1.854           | 1.252           | 1.861           | 1.361           | 1.995           | 1.696           | 1.935           | 1.612           | 2.097           | 1.588    |

| Episodio | Fecha de emisión        | Índice de audiencia Nielsen Korea | Índice de audiencia Nielsen Korea |
| Episodio | Fecha de emisión        | Nacional                          | Seúl                              |
| --- | ----------------------- | --------------------------------- | --------------------------------- |
| 1 | 28 de octubre de 2023   | 3,172 % (1.ª)                     | 3,450 % (1.ª)                     |
| 2 | 29 de octubre de 2023   | 5,155 % (2.ª)                     | 5,402 % (2.ª)                     |
| 3 | 4 de noviembre de 2023  | 5,557 % (1.ª)                     | 6,177 % (1.ª)                     |
| 4 | 5 de noviembre de 2023  | 7,988 % (1.ª)                     | 8,885 % (1.ª)                     |
| 5 | 11 de noviembre de 2023 | 5,390 % (1.ª)                     | 6,163 % (1.ª)                     |
| 6 | 12 de noviembre de 2023 | 7,933 % (1.ª)                     | 8,887 % (1.ª)                     |
| 7 | 18 de noviembre de 2023 | 6,053 % (1.ª)                     | 6,647 % (1.ª)                     |
| 8 | 19 de noviembre de 2023 | 8,680 % (1.ª)                     | 9,354 % (1.ª)                     |
| 9 | 25 de noviembre de 2023 | 7,315 % (1.ª)                     | 8,369 % (1.ª)                     |
| 10 | 26 de noviembre de 2023 | 7,995 % (1.ª)                     | 8,948 % (1.ª)                     |
| 11 | 2 de diciembre de 2023  | 7,285 % (1.ª)                     | 8,140 % (1.ª)                     |
| 12 | 3 de diciembre de 2023  | 9,002 % (1.ª)                     | 9,840 % (1.ª)                     |
| Promedio | Promedio                | 6,794 %                           | 7,522 %                           |
| - En la tabla superior, los números azules representan las calificaciones más bajas y los números rojos representan las más altas. - Esta serie se transmite en un canal de cable/televisión de pago, que normalmente tiene una audiencia menor respecto a las emisoras de televisión públicas/gratuitas (KBS, SBS, MBC y EBS). |                         |                                   |                                   |